# Giovannangelo Camporeale

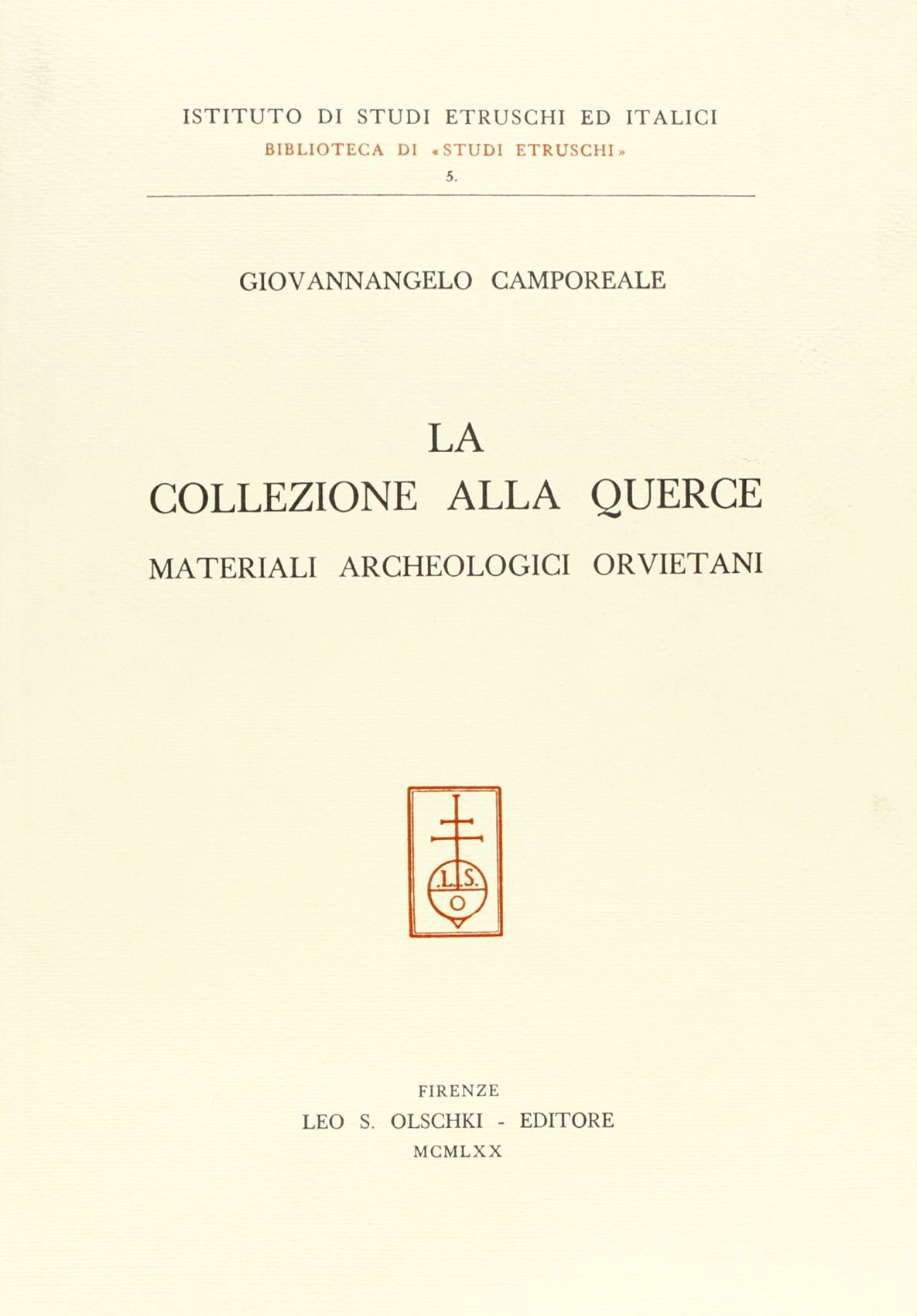
Giovannangelo Camporeale: La collezione alla querce. Materiali archeologici orvietani. (1970)

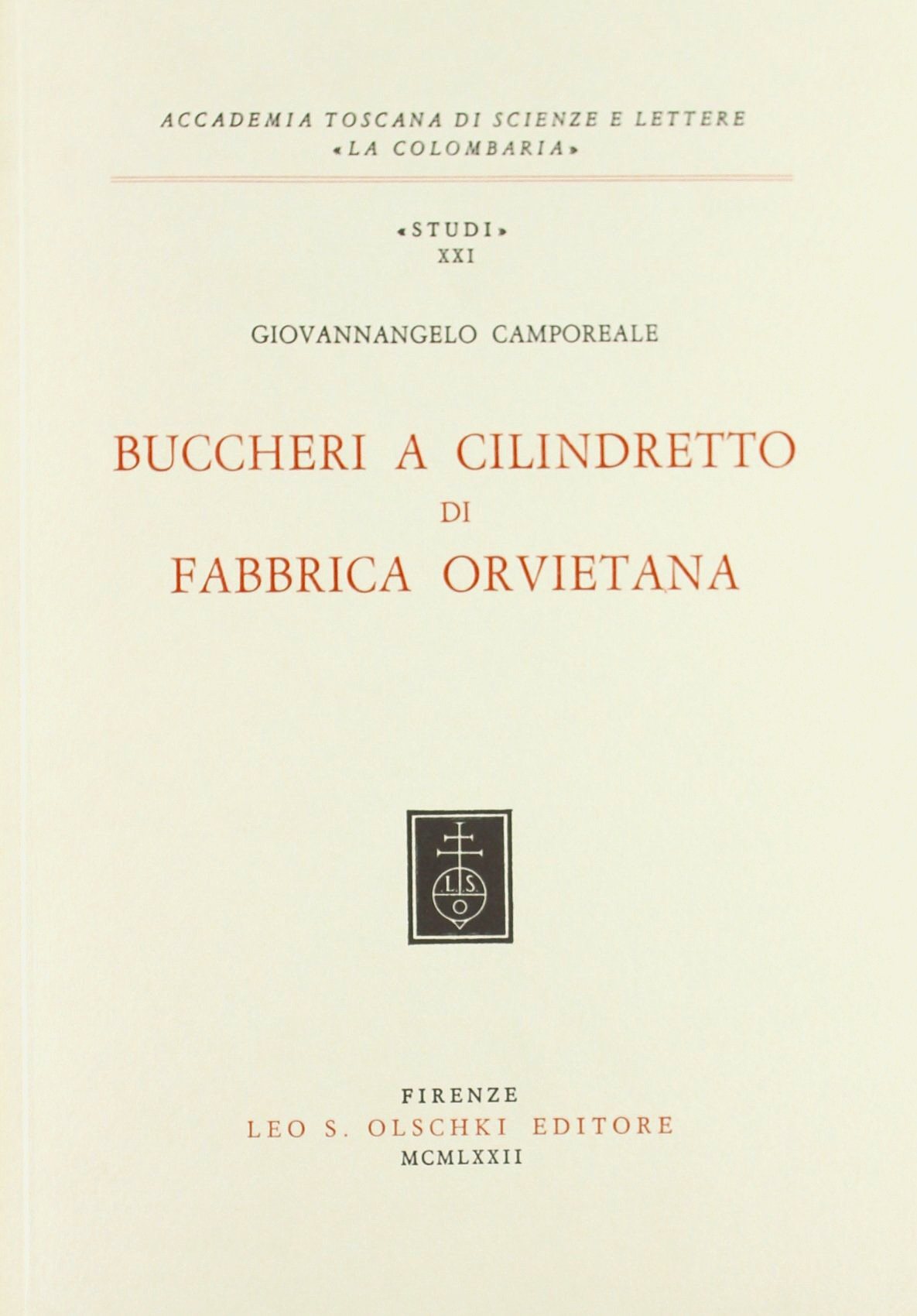
Giovannangelo Camporeale: Buccheri a cilindretto di fabbrica orvietana. (2012)

Giovannangelo Camporeale (* 27. Oktober 1933 in Molfetta; † 1. Juli 2017 in Florenz) war ein italienischer Archäologe und Etruskologe. Er lehrte als Professor an der Universität Florenz.

## Leben und Werk
Camporeale studierte an der Universität von Florenz, wurde 1962 wissenschaftlicher Mitarbeiter und später Professor für Etruskologie. In seinen Forschungen widmete er sich zunächst epigraphischen und sprachwissenschaftlichen Studien des Etruskischen und der italischen Sprachen. Später konzentrierte er sich stärker auf archäologische Ausgrabungen. Nach mehr als 40 Jahren Lehr- und Forschungstätigkeit wurde Camporeale 2008 emeritiert.
Camporeale beschäftigte sich mit dem vorrömischen Italien und insbesondere mit der etruskischen Kultur. Seine wissenschaftliche Arbeit umfasste politische Organisationen, figurative Mythologie, Bucchero-Keramik, ikonographische und ikonologische Problemstellungen und die Geschichte der Etruskologie. Er untersuchte die Bergbautätigkeit und die sozioökonomischen Implikationen im alten Etrurien, die kommerziellen und kulturellen Beziehungen der Etrusker zu den italischen, mediterranen und transalpinen Völkern. Er veröffentlichte zu diesen Themen mehr als 300 Publikationen.
Camporeale hat grundlegende Abhandlungen über die Etrusker verfasst, die in verschiedene Sprachen übersetzt wurden, darunter ein Überblick über die etruskische Geschichte und Kultur mit dem Titel Gli Etruschi. Storia e civiltà, der auch in deutscher Sprache erschienen ist. Er war Mitautor und Kurator des Werkes Gli Etruschi fuori d’Etruria über die Etrusker außerhalb ihres Kernlandes, das auch in englischer Sprache veröffentlicht wurde.
Camporeale leitete zahlreiche archäologische Ausgrabungen, insbesondere in Vetulonia, Orvieto und Arezzo. Am Lago dell’Accesa in der Nähe von Massa Marittima forschte er seit 1980 und erweiterte über 30 Jahre lang die archäologische Abteilung des Stadtmuseums von Massa Marittima. Für seine wissenschaftlichen Verdienste um die Stadt wurde ihm im Jahr 2014 die Ehrenbürgerschaft verliehen. Seit 2016 war er auch Ehrenbürger von Cortona.
Camporeale war Mitglied in zahlreichen italienischen und ausländischen Akademien und Instituten. Für das Lexicon Iconographicum Mythologiae Classicae, ein umfassendes Nachschlagewerk zur antiken Mythologie, war er im wissenschaftlichen Rat und im Kuratorium tätig. Darüber hinaus war er Mitglied im Redaktionskomitee für den Thesaurus Cultus et Rituum Antiquorum, ein mehrbändiges Nachschlagewerk zu den religiösen Kulten und Riten der Antike.

## Mitgliedschaften (Auswahl)
- Präsident des Istituto Nazionale di Studi Etruschi ed Italici
- Vizepräsident der Accademia Toscana di Scienze e Lettere „La Colombaria“
- Mitglied der Accademia Nazionale dei Lincei
- Mitglied der Accademia Etrusca

## Veröffentlichungen (Auswahl)
- Le raffigurazioni etrusche del mito di Apollo e Tityos. Florenz 1958.
- L’amazzonomachia in Etruria. Florenz 1959.
- Thalna e scene mitologiche connesse. Florenz 1960.
- Melpo e Melfi. Florenz 1962.
- La tomba del Duce. Olschki, Florenz 1967, ISBN 9788822215499.
- I commerci di Vetulonia in età orientalizzante. Sansoni, Mailand 1969.
- La collezione alla querce. Materiali archeologici orvietani. Olschki, Florenz 1970, ISBN 9788822215482.
- Buccheri a cilindretto di fabbrica orvietana. Olschki, Florenz 1972.
- La caccia in Etruria. Bretschneider, Rom 1984.
- Gli Etruschi: mille anni di civiltà. Bonechi, Florenz 1985.
- La Collezione Costantini: Grecia, Magna Grecia, Etruria: capolavori dalla ceramica antica. Electa, Florenz 1985.
- L’Etruria mineraria. Electa, Florenz 1985, ISBN 9788843511587.
- La Collezione C.A. 1, Impasti e buccheri. Bretschneider, Rom 1991.
- Museo archeologico, Massa Marittima. Octavo, Florenz 1993.
- L’abitato etrusco dell’Accesa: il quartiere B. Bretschneider, Rom 1997.
- Gli Etruschi: storia e civiltà. UTET, Turin 2000, ISBN 9788802084107.
- Il parco archeologico dell’Accesa a Massa Marittima. Ed. Leopoldo II, Follonica 2000.
- als Hrsg. und Mitautor: Gli Etruschi fuori d’Etruria. Arsenale Edizione, Verona 2001, ISBN 9788877432216.
- Die Etrusker: Geschichte und Kultur. Patmos Verlag Artemis & Winkler, Düsseldorf/Zürich 2003.
- Die Etrusker: Geschichte und Kultur eines rätselhaften Volkes. Wissenschaftliche Buchgesellschaft, Darmstadt 2003, ISBN 9783760823003.
- als Hrsg. und Mitautor: The Etruscans outside Etruria. J Paul Getty Trust Publications, Los Angeles 2004, ISBN 9780892367672.
- Volterra: alle origini di una città etrusca. Serra, Pisa/Rom 2009.
- mit Giulio Firpo: Arezzo nell’antichità. Bretschneider, Rom 2009.
- mit Luciano Agostiniani, Stefano Bruni: Etruria e Italia preromana: studi in onore di Giovannangelo Camporeale. Serra, Pisa/Rom 2009, ISBN 9788862271400.
- Buccheri a cilindretto di fabbrica orvietana. Olschki, Florenz 2012, ISBN 9788822215475.